# Носа-Сеньора-да-Консейсан (Аландруал)
Но́сса-Сеньо́ра-да-Консейса́н (порт.  Nossa Senhora da Conceição ) - фрегезия (район) в муниципалитете Аландроал округа Эвора в Португалии. Территория – 156,60 км². Население – 1 938 жителей. Плотность населения – 12,4 чел/км².